# Tropidophis
Tropidophis is een geslacht van slangen uit de familie dwergboa's (Tropidophiidae).

## Naam en indeling
De wetenschappelijke naam van de groep werd voor het eerst voorgesteld door Gabriel Bibron in 1843. Er zijn 33 vertegenwoordigers, inclusief een aantal vrij recent beschreven soorten. Tropidophis grapiuna en Tropidophis preciosus werden voor het eerst beschreven in 2012 en de soort Tropidophis steinleini is pas sinds 2020 bekend.

## Verspreiding en habitat
Alle soorten komen voor in delen van Zuid-Amerika en leven in de landen en eilanden Peru, Sabana-Camagüey Archipel, Turks- en Caicoseilanden, Grand Cayman, Bahama's, Navassa, Ecuador, Brazilië, Cuba, Hispaniola, Dominicaanse Republiek, Jamaica, Isla de la Juventud, Little Cayman en Cayman Brac. De meeste soorten komen endemisch voor op Cuba.
De habitat bestaat uit tropische en subtropische bossen, zowel drogere bossen als vochtige laaglandbossen. Verder komt een aantal soorten voor in grotten en ondergrondse holen en ook in door de mens aangepaste streken zoals landelijke tuinen kan een aantal soorten worden waargenomen.

## Beschermingsstatus
Door de internationale natuurbeschermingsorganisatie IUCN is aan negentien soorten een beschermingsstatus toegewezen. Vijf soorten worden gezien als 'veilig' (Least Concern of LC), twee als 'onzeker' (Data Deficient of DD), twee als 'kwetsbaar' (Vulnerable of VU) en twee als 'gevoelig' (Near Threatened of NT). Vier soorten worden beschouwd als 'bedreigd' (Endangered of EN) en vier soorten staan te boek als 'ernstig bedreigd' (Critically Endangered of CR).

## Soorten
Het geslacht omvat de volgende soorten, met de auteur en het verspreidingsgebied.
| Naam                                      | Auteur                                                     | Verspreidingsgebied                                 |
| ----------------------------------------- | ---------------------------------------------------------- | --------------------------------------------------- |
| Tropidophis battersbyi                    | Laurent, 1949                                              | Ecuador                                             |
| Tropidophis bucculentus                   | Cope, 1868                                                 | Navassa                                             |
| Tropidophis canus                         | Cope, 1868                                                 | Bahama's                                            |
| Tropidophis caymanensis                   | Battersby, 1938                                            | Grand Cayman                                        |
| Tropidophis celiae                        | Hedges, Estrada & Díaz, 1999                               | Cuba                                                |
| Tropidophis curtus                        | Garman, 1887                                               | Bahama's                                            |
| Tropidophis feicki                        | Schwartz, 1957                                             | Cuba                                                |
| Tropidophis fuscus                        | Hedges & Garrido, 1992                                     | Cuba                                                |
| Tropidophis galacelidus                   | Schwartz & Garrido, 1975                                   | Cuba                                                |
| Tropidophis grapiuna                      | Curcio, Sales Nunes, Suzart Argôlo, Skuk & Rodrigues, 2012 | Brazilië                                            |
| Tropidophis greenwayi                     | Barbour & Shreve, 1936                                     | Turks- en Caicoseilanden                            |
| Tropidophis haetianus                     | Cope, 1879                                                 | Cuba, Hispaniola, Dominicaanse Republiek, Jamaica   |
| Tropidophis hardyi                        | Schwartz & Garrido, 1975                                   | Cuba                                                |
| Tropidophis hendersoni                    | Hedges & Garrido, 2002                                     | Cuba                                                |
| Tropidophis jamaicensis                   | Stull, 1928                                                | Jamaica                                             |
| Tropidophis maculatus                     | Bibron, 1840                                               | Cuba, Isla de la Juventud, Jamaica                  |
| Cubaanse dwergboa (Tropidophis melanurus) | Schlegel, 1837                                             | Cuba                                                |
| Tropidophis morenoi                       | Hedges, Garrido & Díaz, 2001                               | Cuba                                                |
| Tropidophis nigriventris                  | Bailey, 1937                                               | Cuba                                                |
| Tropidophis pardalis                      | Gundlach, 1840                                             | Cuba, Sabana-Camagüey Archipel, Isla de la Juventud |
| Tropidophis parkeri                       | Grant, 1941                                                | Little Cayman                                       |
| Tropidophis paucisquamis                  | Müller, 1901                                               | Brazilië                                            |
| Tropidophis pilsbryi                      | Bailey, 1937                                               | Cuba                                                |
| Tropidophis preciosus                     | Curcio, Sales Nunes, Suzart Argôlo, Skuk & Rodrigues, 2012 | Brazilië                                            |
| Tropidophis schwartzi                     | Thomas, 1963                                               | Cayman Brac                                         |
| Tropidophis semicinctus                   | Gundlach & Peters, 1864                                    | Cuba                                                |
| Tropidophis spiritus                      | Hedges & Garrido, 1999                                     | Cuba                                                |
| Tropidophis steinleini                    | Díaz & Cádiz, 2020                                         | Cuba                                                |
| Tropidophis stejnegeri                    | Grant, 1940                                                | Jamaica                                             |
| Tropidophis stullae                       | Grant, 1940                                                | Jamaica                                             |
| Tropidophis taczanowskyi                  | Steindachner, 1880                                         | Peru, Ecuador                                       |
| Tropidophis wrighti                       | Stull, 1928                                                | Cuba                                                |
| Tropidophis xanthogaster                  | Domínguez, Moreno & Hedges, 2006                           | Cuba                                                |